# Saltsjöbadsaftalen
Saltsjöbadsaftalen var en hovedaftale som blev indgået mellem Landsorganisationen i Sverige og de svenske arbejdsgivere (SAF) den 20. december 1938 i Saltsjöbaden, lidt uden for Stockholm og som blev en skabelon for senere aftaler. Reglerne for håndtering af konflikter betragtes i dag næsten som lovtekst for konflikter mellem arbejdsmarkedets parter. Aftalen knæsatte princippet om, at parterne på det svenske arbejdsmarked, skal indgå aftale uden indblanding fra regeringen.Aftalen er stadig gældende og blev senest ændret i 1976.
I 2007 begyndte LO, PTK og Svenskt Näringsliv (SAF:s efterfølger) at diskutere muligheden for, at lave en ny aftale, på initiativ af Svenskt Näringsliv. Forhandlingerne blev dog afbrudt i marts 2009.

## Indhold
Saltsjöbadsaftalen indeholder regler som fortrinsvis dækker fire områder:
- et samarbejdssorgan (Arbetsmarknadsnämnden)
- forhandlingsregler
- opsigelse af ansatte
- økonomiske stridigheder og samfundsskadelige konflikter.

Reglerne om opsigelser blev dog for en stor dels vedkommende tilsidesat i loven om ansættelsesbeskyttelse fra 1982.

## Historie
Det svenske arbejdsmarked havde siden storstrejken i 1909 været præget af uregulerede konflikter mellem arbejdsmarkedets parter, med SAF og LO som hovedaktører. Der havde fra lovgivernes side, været flere forsøg på, at regulere konflikterne, men uden held. Efter at et forslag fra Socialdemokraterne var blevet nedstemt i rigsdagen i 1935 indledtes de forhandlinger mellem SAF og LO som resulterede i Saltsjöbadsavtalet i 1938.
For at Saltsjöbadsavtalen skulle kunne træde i kraft var LO tvunget til, at ændre på sine vedtægter. De nye vedtægter indebar bl.a. at forbundet kan inddrage konfliktunderstøttelsen til et medlemsforbund, som ikke vil godtage forbundets forslag til et forlig, at forbundet kan forbyde en strejke, hvis den indbefatter mere end 3% af medlemmerne i et medlemsforbund eller hvis den gennem lockout risikerer at blive så stor, samt at LO's medlemsforbund må have en bestemmelse om, at LO har ret til, at tage beslutninger, der strider imod medlemmernes udtrykkelige ønsker.
Reaktionerne på underskrivelsen af aftalen var ikke lige positive alle steder. LO-medlemsforbundet Svenska Transportarbetareförbundets kommentar var: "af frygt for døden, begår man selvmord".
Underskrivelsen indledte imidlertid en æra af forståelse og samarbejdsvilje på arbejdsmarkdet, den såkaldte Saltsjöbadsånd, som prægede arbejdsmarkedet frem til slutningen af 1960'erne, da LKAB-konflikten markerede begyndelsen på en periode med konfrontationer og mangel på samarbejde. I begyndelsen af 1980'erne begyndte parterne at søge nye muligheder for at finde samarbejdsløsninger, hvilket udmøntede sig i underskrivelsen af Utvecklingsavtalet mellan LO, SAF och PTK.

## Efterfølgere
I 2007 begyndte LO, PTK och Svenskt Näringsliv (SAF's efterfølger) at diskutere mulighederne for at lave en ny aftale, på initiativ av Svenskt Näringsliv. Svenskt Näringsliv lagde op til et opgør med manglen på fleksibilitet i den oprindelige aftale og ønskede også at ændre på regelsættet omkring faglige konflikter og skrotte loven om ansættelsesbeskyttelse. LO sagde ja til invitationen om, at diskutere aftalen, men gjorde opmærksom på, at de ikke ville være med til, at ændre på konfliktreglerne og ikke ville gå med til forringelser af bestemmelserne om saglige grunde for opsigelse af medarbejdere. Endvidere så LO gerne at man indførte et fælles ansvar for systemet omkring kollektive aftaler. PTK mente som LO og erklærede at de mente af dagens regelsæt omkring ansættelser og faglige konflikter fungerede udmærket.
I marts 2009 afbrød Svenskt Näringsliv forhandlingerne, idet de anså forhandlingerne for at køre i tomgang og åbenlyst ikke ville føre nogle substantielle forbedringer af måden som arbejdsmarkedet fungerer på med sig. På den anden side mente LO, at arbejdsgiverne havde forsøgt at udnytte den økonomiske krise til at styrke arbejdsgivernes magt på arbejdsmarkedet og ikke havde til hensigt, at tage ansvar for at løse fælles langsigtede problemer. Selv PTK's leder, Mari-Ann Krantz, var overrasket over den pludselige afbrydelse af forhandlingerne.